# Ryszewo (województwo kujawsko-pomorskie)
Ryszewo – wieś w województwie kujawsko-pomorskim, w powiecie żnińskim, w gminie Rogowo.
W latach 1975–1998 miejscowość położona była w województwie bydgoskim. Według Narodowego Spisu Powszechnego (III 2011 r.) liczyła 224 mieszkańców. Jest jedenastą co do wielkości miejscowością gminy Rogowo.

## Geografia
Wieś położona jest na Pojezierzu Gnieźnieńskim, tuż za południową granicą Pałuk. Leży 8 km na południowy wschód od Rogowa.

## Historia
Powstało w średniowieczu na ówczesnym trakcie ze Żnina do Gniezna, nad nieistniejącymi już Jeziorem Ryszewskim i Churzewo (Charzewo). Dokładna data założenia wsi nie jest znana. Wiadomo natomiast, że wyraźna intensyfikacja procesów osadniczych na Pałukach nastąpiła w latach 1100-1250. Pierwsza wzmianka o Ryszewie pojawiła się w 1285 r., kiedy to książę Przemysław II zwolnił wieś będącą dziedzictwem Andrzeja z Ryszewa z podatków i pozwolił założyć miasto. Z tego wynika, że osada powstała około 1200 r. Do założenia miasta prawdopodobnie nigdy nie doszło, ponieważ fakt ten nie jest potwierdzony w źródłach historycznych. W 1345 r. wzmiankowany jest kolejny właściciel - Jakub z Ryszewa. W 1365 r. Andrzej z Kunowa sprzedał "miasto Ryszewo" - pięciu braciom ze Studzieńca. Rok później nastąpiło potwierdzenie sołectwa. W średniowiecznych źródłach nie zawsze rozróżniano Ryszewa od pobliskiego Ryszewka. Pisano np. "Ryszewo, w którym jest kościół". Podczas najazdu krzyżackiego w 1331 r. na wschodnią Wielkopolskę, prawdopodobnie Ryszewo i pobliskie Ryszewko zostały również splądrowane i zniszczone. W 1370 r. przeszło Ryszewo w posiadanie klasztoru w Trzemesznie, a w 1383 r. stało się własnością rycerską.
W 1618 r. wieś była ponownie własnością kościelną. W końcu XVII wieku Ryszewo było w posiadaniu kapituły gnieźnieńskiej. W drugiej połowie XIX wieku dobra w Ryszewie stały się własnością Karola Morgensterna. Pod koniec XIX wieku na wsi wielkopolskiej dokonały się głębokie przemiany gospodarcze, kulturowe i społeczne. Zmiany te nie ominęły kultury ludowej, która była kształtowana przede wszystkim potrzebami życia codziennego. Pod wpływem szybko dokonujących się procesów urbanizacyjnych wsi, strój ludowy zanikł już przed pierwszą wojną światową. Od drugiej połowy XIX wieku pobliskie miasteczka (Gąsawa, Mogilno, Rogowo, Żnin) stały się dla Ryszewa centrami życia gospodarczego, co spowodowało prawie całkowity zanik wiejskiego rzemiosła.
W okresie powstania wielkopolskiego mieszkańcy wsi brali aktywny udział jako ochotnicy m.in. w wyzwalaniu Żnina (8-12 stycznia 1919 r.). W okresie międzywojennym wieś położona była w województwie poznańskim, w powiecie żnińskim. Oddziały Wehrmachtu wkroczyły do Ryszewa 9 września 1939 r. od strony Gniezna i następnie skierowały się w stronę Mogilna. Wejście Niemców odbyło się bez żadnych potyczek zbrojnych. Na mocy zarządzenia Hitlera z 8 października 1939 r. rejon Pałuk włączony został do Okręgu Poznańskiego (Reichsgau Posen), a ten wcielony do Rzeszy Niemieckiej. Nazwę tej jednostki administracyjnej zmieniono 29 stycznia 1940 r. na Reichsgau Wartheland (Okręg Kraju Warty) i nazwa ta w niezmienionej formie utrzymała się aż do końca okupacji. Od jesieni 1939 r. mieszkańcy Ryszewa stali się obywatelami III Rzeszy. W okresie okupacji zmieniono nazwę urzędową wsi: 26 października 1939 r. na Ryschewo a w 1940 r. na Rügen. Armia Czerwona wkroczyła do Ryszewa 21 stycznia 1945 r., kończąc tym samym okres hitlerowskiej okupacji. Dwa dni wcześniej przez wieś przetoczyła się fala uchodźców niemieckich, uciekających przed zbliżającym się frontem, w czasie mrozów sięgających do -30 °C. Przypadki zamarznięć nie należały do rzadkości, co jeszcze bardziej potęgowało tragizm tamtych dni.
Po wojnie z części gruntów spełniających kryteria reformy rolnej utworzono Państwowe Gospodarstwo Rolne z siedzibą w Ryszewku. Nie powiodły się na dłuższy czas próby kolektywizacji chłopskich gospodarstw, które podjęto na początku lat 50. XX wieku. Ostatecznie eksperyment ten zakończono w 1956 r. W latach 60. wygląd architektoniczny wsi zaczął szybko zmieniać się. Znikały chłopskie zagrody kryte strzechą, a na ich miejsce pojawiały się nowe i bardziej solidne budynki, choć nie zawsze interesujące pod względem architektonicznym. Na początku lat 70. istniało jeszcze kilka chałup pochodzących z końca XIX wieku. Były one usytuowane szczytowo do wiejskiej ulicy, pobielane, z dachami dwuspadowymi, kryte strzechą. Zbudowano je z niewypalanej cegły (wysuszonej), tzw. pecy, na podmurówce z głazów narzutowych. Ze względu na pogarszający się stan techniczny budynków i brak zainteresowania ze strony konserwatora zabytków, musiały one ulec rozbiórce. Tym samym przepadły jedne z ostatnich dziewiętnastowiecznych zagród na Pałukach.

## Opis wsi
Obecnie jest to typowa wieś rolnicza, stanowiąca lokalny węzeł drogowy, położona w gminie Rogowo (powiat żniński). Obok wsi przepływa Struga Ryszewska. Według stanu na dzień 31 grudnia 2007 r. powierzchnia wsi wynosi 769 ha, a liczba mieszkańców wynosi 224 oraz liczy ponad 50 siedlisk (posesji). We wsi działa Stowarzyszenie Na Rzecz Rozwoju Wsi Ryszewo "Ryszewianki", zakład stolarski, trzy firmy remontowo-budowlane oraz dwa sklepy spożywczo-przemysłowe.

## Działalność społeczna
W 2008 roku z inicjatywy Rady Sołeckiej Ryszewa powołane do życia zostało Stowarzyszenie Na Rzecz Rozwoju Wsi Ryszewo "Ryszewianki". Założeniami stowarzyszenia jest integracja mieszkańców wioski, stwarzanie szans kreatywnego spędzania wolnego czasu dzieciom i młodzieży oraz prowadzenie szeroko rozumianego życia kulturalnego wsi.

## Sport
W Ryszewie istnieją amatorskie drużyny piłki nożnej i siatkówki "Ryszewianka Ryszewo".